# (6585) O'Keefe
(6585) O'Keefe es un asteroide que forma parte del grupo de los asteroides que cruzan la órbita de Marte y fue descubierto por Carolyn Jean S. Shoemaker y Eugene Merle Shoemaker el 26 de septiembre de 1984 desde el observatorio del Monte Palomar, Estados Unidos.

## Designación y nombre
O'Keefe recibió al principio la designación de 1985 HC.
Más tarde,  fue nombrado en honor a John Aloysius O'Keefe (1916-2000), astrónomo estadounidense y figura destacada en el establecimiento de la División Teórica del Centro de Vuelos Espaciales Goddard de la NASA. Es famoso por su descubrimiento de la "forma de pera" del campo gravitatorio de la Tierra a partir de observaciones de los primeros satélites artificiales. Es uno de los principales estudiosos de las tectitas y ha estimulado mucho interés e investigación sobre estos vidrios naturales y desempeñó un papel clave en ayudar a fundar el programa de astrogeología del Servicio Geológico de Estados Unidos.

## Características orbitales
O'Keefe orbita a una distancia media del Sol de 2,371 ua, pudiendo alejarse hasta 3,221 ua y acercarse hasta 1,522 ua. Tiene una inclinación orbital de 22,367 grados y una excentricidad de 0,358. Emplea 1333,71 días en completar una órbita alrededor del Sol.

## Características físicas
La magnitud absoluta de O'Keefe es 14,57.